# Membrolles
Membrolles là một xã cũ thuộc tỉnh Loir-et-Cher trong vùng Centre-Val de Loire miền trung nước Pháp. Ngày 1 tháng 1 năm 2016, Membrolles sáp nhập vào xã mới Beauce la Romaine.